# Bandeira de Montes Claros
A bandeira de Montes Claros é um dos símbolos oficiais do município brasileiro supracitado, localizado no interior do estado de Minas Gerais.

## Descrição
A bandeira de Montes Claros surgiu de um concurso realizado pelos órgãos públicos, aberto à participação popular e julgado por uma comissão especial criada para esta finalidade. Tem as cores azul claro, verde, amarelo e branco, tendo destaque para o Morro Dois Irmãos em um círculo amarelo, que dá ideia do sol. A bandeira vencedora foi adotada como símbolo oficial do município pelo decreto n° 564, de 18 de novembro de 1981. O desenhista vencedor foi Edgar Antunes Pereira.